# كونور مكدونالد
كونور مكدونالد (بالإنجليزية: Connor McDonald)‏ من مواليد(15 أبريل عام 1994،ولد في بإدنبرة في المملكة المتحدة ) هو لاعب كرة قدم بريطاني في مركز الوسط. لعب مع نادي ليفينغستون لكرة القدم.

## وصلات خارجية
- كونور مكدونالد على موقع قاعدة بيانات كرة القدم.إي يو (الإنجليزية)
- كونور مكدونالد على موقع Soccerbase.com (لاعب) (الإنجليزية)